# Guillermo Schmidhuber
Guillermo Schmidhuber de la Mora (Ciudad de México, 1943), es autor y crítico mexicano. Ha laborado en museos, como el Centro Cultural Alfa de Monterrey de 1972 a 1986; el Centro Cultural Tijuana en el periodo de su apertura de 1982; y como Secretario de Cultura del Estado de Jalisco de 1995 a 2001. Fue miembro del Comité Internacional de Museos de la UNESCO (ICOM) de 1972 a 1986. Actualmente, vive en Guadalajara y es profesor investigador de la Universidad de Guadalajara y miembro del Sistema Mexicano de Investigadores de CONACYT.

## Trayectoria
Recibió el Premio Jalisco de Literatura en 2017. Además, en 1995 le fue otorgado el Premio Nacional de Ensayo Alfonso Reyes del Gobierno del Estado de Nuevo León y CONACULTA por su ensayo Sor Juana, dramaturga; su pieza dramática Los herederos de Segismundo ganó el Premio Nacional de Teatro del INBA en 1980 y fue estrenada en el Festival Cervantino. Su bibliografía abarca más de ciento veinte títulos publicados en Alemania, Argentina, Colombia, Chile, España, Estados Unidos, Francia, Holanda, México y Venezuela. Algunas de sus obras han sido traducidas al alemán, francés, inglés y portugués. Sus obras dramáticas han sido presentadas en Argentina, Brasil, España, Estados Unidos, Francia, México, Puerto Rico y República Dominicana. Varios críticos se han interesado en la obra de Schmidhuber:
G. Schmidhuber, en Diccionary of Mexican Literature, de Eladio Cortés (Connecticut: Greenwood Press, 1992).
Olga Martha Peña Doria, Volición y metateatralidad: El teatro de Guillermo Schmidhuber (U. de Guadalajara 1995).
Lourdes Betanzos, Aproximaciones a la dramaturgia de Guillermo Schmidhuber (Ediciones Universal, Miami, 2006).
Además en Cambridge Encyclopedia of Word Theatre, Enciclopedia de México, Enciclopedia de escritores UNAM, Diccionario de escritores del INBA y Disco interactivo de la SOGEM.
(From: Olga Martha Peña-Doria. Volición y metateatralidad: El teatro de Guillermo Schmidhuber). En 2017 recibió del Premio Jalisco de Literatura, mismo que años antes ganaron Juan José Arreola y Juan Rulfo. En 2018 celebró sus 50 años de dramaturgo con la edición de dos libros, uno de crítica sobre su obra y otro con cinco obras dramáticas. En 2020 recibió de Wharton Graduate Emeritus Sociey, the "Honor Roll in the Crandall Challenge Citation Program", para exalumnos de Wharton (University of Pennsylvania) que en su madurez se han dedicado a tratar de hacer del mundo un mejor lugar para vivir.
Estudió a distancia en 2020-22 un Posdoctoral en la Universidad de Buenos Aires.

## Temas
Los temas presentan los problemas sociales de su país, como en Travesía la libertad; y Cuarteto de mi gentedad. Otras de sus piezas tratan sobre los destinos de los veinte pueblos hispanos de América, como en El quinto viaje de Colón y Por las tierras de Colón.  Algunas piezas son una meditación de la existencia humana, como Los herederos de Segismundo, Alcanzar el Unicornio y Obituario. Como dramaturgo ha ganado la medalla Nezahualcóyotl de la Sociedad de Escritores de México (SOGEM, 1978), el Premio Nacional de Bellas Artes de Literatura, género teatro, y el Premio Ramón López Velarde del Gobierno de Zacatecas, ambos en 1980; además, su pieza Por las tierras de Colón mereció el Premio Letras de Oro de la Universidad de Miami, máxima presea para escritores hispanos otorgada en los Estados Unidos (1987). En 2010 recibió el Premio Víctor Sarquís Mellewe en literatura.

## Crítico de sor Juana Inés de la Cruz
Es uno de los críticos de la obra de sor Juana Inés de la Cruz más reconocidos, con la especialidad en su dramaturgia. Destaca su hallazgo de La segunda Celestina, una comedia atribuida a sor Juana y que fue publicada con un prólogo de Octavio Paz. También es descubridor de otro texto anteriormente desconocido de Sor Juana, Protesta de la fe. Su obra crítica ha sido premiada, en 1995 recibió el Premio José Vasconcelos por sus aportaciones a la Hispanidad. Dos de sus libros han cambiado la visión sorjuanista: De Juana Inés de Asuaje a Sor Juana Inés de la Cruz: El libro de Profesiones del convento de San Jerónimo y Familias paterna y materna de Sor Juana Inés de la Cruz. 
Su novela Finjamos que soy feliz, (2014) trata sobre la vida de la profesora e investigadora Dorothy Schons la primera mujer que trabajó literariamente a otra mujer al investigar a Sor Juana Inés de la Cruz cuando todavía no era tan reconocida. La historia de ambas se entrelazan.
Con la colaboración de Olga Martha Peña Doria (1947 -2022), su esposa, publicó 122 documentos de Sor Juana y su familia, con imagen y paleografía, en Familias paterna y materna de Sor Juana. Hallazgo documental (2016) y en Las redes sociales de sor Juana Inés de la Cruz (2018). Probaron documentalmente que la familia paterna de sor Juana llegó a la Nueva España proveniente de las Islas Canarias, viajaron la abuela y la madre, ambas viudas, Pedrito de diez años (quien al crecer fue el padre de la monja) y su hermano menor Francisco (futuro sacerdote dominico). Ha publicado un libro sobre las 31 piezas escenificables de la Décima Musa, El arte dramático de Sor Juana Inés de la Cruz (Bonilla Artigas 2022).
Su máxima aportación a la crítica sorjuanista es su edición del Teatro Completo de sor Juana Inés de la Cruz, con estudios de cada obra y con los textos originales de sor Juana, de sus 3 Comedias, 3 Autos, 12 Villancicos y 13 Loas; con una nueva Segmentación (diferente de la publicada por Fondo de Cultura Económica). Esta edición ha sido subida a la Biblioteca Miguel de Cervantes virtual y se prepara la publicación en papel.

## Obras
Obras dramáticas
- Yo, la madre de Carlitos Gardel (2024)
- Siete velas a la mujer independentista, 2023 (Monólogo)
- Yo, Juana Inés de Asuaje, mejor conocida como Sor Juana Inés de la Cruz, monólogo (2022).
- Monógo de los Iluminados (2021)
- Antonieta, fantasma de Notre-Dame (2018), sobre Antonieta Rivas Mercado;
- Yáax, el primer mexicano (2018), sobre el hijo de Gonzalo Guerrero y una princesa maya;
- Orfandad (2017);
- Mi tío El Equilibrista (2016);
- El ritual del degüelle (2013);
- Aniversario de papel (2012);
- Cuarteto para llorar una ausencia (2011);
- Servando y Simón no murieron por la patria (2011);
- Travesía a la libertad (2009); Mujer y mariachi (2007);
- Alcanzar al unicornio (Juan José Arreola, publicada en Retratos teatrales, 2004);
- En busca de un hogar sólido (Elena Garro, publicada en Retratos teatrales 2000);
- ¿Quién cabalga el caballo de Troya?, 2000 (publicada en Retratos teatrales);
- Dramasutra, o Farsa del Diablo dramaturgo', 1997;
- Obituario, 1993, publicada en Retratos teatrales; El ángel y la migra (1993);
- Video-Marriage 1992;
- Never say adiós to Columbus 1991;
- El armario de las abuelas 1989;[8]
- El quinto viaje de Colón, 1987;
- Por las tierras de Colón, 1988.[9];
- El cíclope, adaptación libre del drama sátiro de Eurípides, 1987 (inédita);
- El día que Monalisa dejó de sonreír 1987;
- María Terrones 1983;
- La ventana 1983.
- Fuegos truncos 1982;
- Felicidad Instantánea/ Instant Happiness, 1983;
- Lacandonia, 1981, revisada en 1999;
- El robo del penacho de Moctezuma 1980;
- Los herederos de Segismundo, escrita en 1980 y publicada en 1982;
- Perros bravos o El avance el ladrido 1982;
- Los héroes inútiles 1981;
- Todos somos el rey Lear 1979;
- Juegos Centrífugos 1978;
- Nuestro Señor Quetzalcóatl 1978;
- La catedral humana 1977 y editada en 1984;
- La mano del hombre 1977, inédita;
- La iconoclasta 1968, y
- La parábola de la mala posada 1967 (las dos obras primeras fueron editadas en 2019, al celebrar el autor sus cinco décadas de dramaturgo).

Narrativa
- Las niñas marinas y otros cuentos (Dunken 2010);
- Finjamos que soy feliz (2010, novela, Editorial del Gobierno del Estado de México);
- Mujeres del volcán de Tequila (Dunken 2006; Universidad de Guadalajara, 2008), trata sobre las vidas de damas que fueron dueñas de fábricas tequileras.;

Ensayo
- Jalisco, del origen a la globalización (2009),
- Elogio de la estupidez, ensayo fabulado (2009),
- Sor Juana Inés de la Cruz, dramaturga (1995) (From Olga Martha Peña Doria, "Ellas en el teatro de Guillermo Schmidhuber".[10]
- El vasconcelismo y el teatro mexicano (2021)[11]